# Demografía de Granada

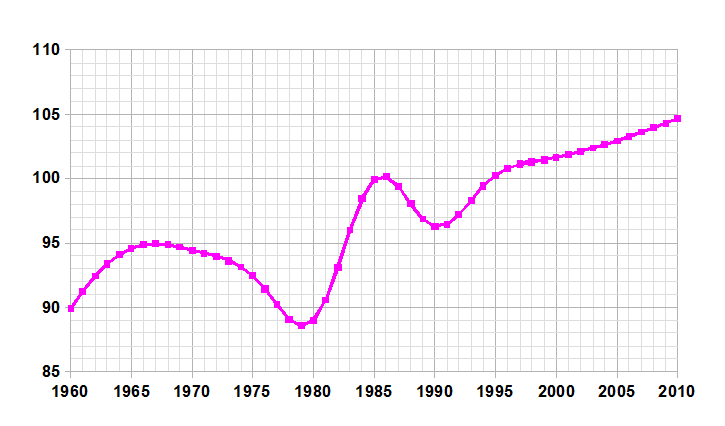
Demografía de Granada

Aunque la mayoría de la población de Granada es de ascendencia africana, todavía quedan trazos de los indios Arawaks y Caribes, antiguos habitantes de la isla. Unos pocos indios orientales y una pequeña comunidad descendiente de los primeros colonos europeos todavía habitan en la isla. Aproximadamente el 50% de la población granadina tiene menos de 30 años. El lenguaje oficial es el inglés, aunque algunos todavía hablan patois francés. Un hecho que recuerda de mejor forma el vínculo histórico entre Francia y la isla es el poder de la Iglesia católica a la cual pertenecen el 60% de los granadinos. La religión protestante mayoritaria es el anglicanismo.

## Datos
Habitantes:  Archivado el 26 de diciembre de 2018 en Wayback Machine.
89 018 (julio de 2000)
89 971 (julio de 2007)
Estructura por edad: (2000)

0 - 14 años:
38% (hombres 17 106; mujeres 16 634)

15 - 64 años:
58% (hombre 27 267; mujeres 24 356)

65 años o más:
4% (hombres 1653; mujeres 2002)
Tasa de crecimiento de la población:
-0,36% (2000)
0,33% (2007)
Tasa de natalidad:  Archivado el 26 de diciembre de 2018 en Wayback Machine.
21,87 nacimientos/1000 habitantes (2007)
Tasa de mortalidad:
6,61 muertes/1000 habitantes (2007)
Tasa de migración neta:
-16,54 migrantes/1000 habitantes (2000)
-11,90 migrantes/1000 habitantes (2007)
Proporción de sexos:

al nacer:
1,02 hombres/mujer

por debajo de 15 años:
1,03 hombres/mujer

15-64 años:
1,12 hombres/mujer

65 años o más:
0,83 hombres/mujer

total de la población:
1,07 hombres/mujer
Tasa de mortalidad infantil:
13,92 muertes/1000 nacimientos vivos (2007)
Esperanza de vida al nacer:

total de la población:
65,21 años (2007)

hombres:
63,38 años (2007)

mujeres:
67,05 años (2007)
Tasa de fertilidad:  Archivado el 26 de diciembre de 2018 en Wayback Machine.
2,42 niños nacidos/mujer (2000)
2,30 niños nacidos/mujer (2007)
Grupos étnicos:
Negros 82%, algunos Surasiáticos, europeos y rasgos de Arawaks, Caribes y otros amerindios.
Religión:
Católica 53%, Anglicana 13.8%, otras Protestantes 33.2%
Idiomas:
Inglés (oficial), patois francés.
Alfabetismo:

total de la población:'
96% (2003)
Véase también: Granada
- Datos: Q3044257